# Успение Богородично (Корбевац)
„Успение Богородично“ (на сръбски: Храм Успенија Пресвете Богородице) е православна църква във вранското село Корбевац, югоизточната част на Сърбия. Част е от Вранската епархия на Сръбската православна църква.
Църквата е построена в 1820 година на основите на стара манастирска църква от XVI век.
Иконостасните икони са от началото на XX век, дело на галичкия майстор Теофан Буджароски. Отличава се Богородичната икона Благодатно небе, дар от Кубанската казашка дивизия от 1923 година.
Вляво от храма има четириъгълна камбанария, изградена при свещеник Аритон Джолич от Милан Петрович от Стубол и осветена от епископ Доситей Нишки.
В двора на църквата има конак, използван от българските окупационни части през Първата световна война за затвор. В двора на храма е погребан убития от българи в 1915 година свещеник Манасие Попович, както и няколко други убити от българи сърби.